# Piper roemeri
Piper roemeri är en pepparväxtart som beskrevs av C. Dc.. Piper roemeri ingår i släktet Piper och familjen pepparväxter. Inga underarter finns listade i Catalogue of Life.